# Múscul oblic inferior del cap
El múscul oblic inferior del cap (musculus oblic capitis inferior) o múscul oblic major del cap, és un múscul que forma part del triangle suboccipital del coll i està envoltat pel nervi occipital major. S'origina en l'apòfisi espinosa de l'axis i s'insereix en la superfície posteroinferior de l'apòfisi transversa de l'atles. És un dels músculs profunds del coll. El seu nom pot generar confusió, ja que és l'únic múscul anomenat capitis (traduït literalment com a cap) que no està fix en el crani sinó en el coll.
Aquest múscul és responsable de la rotació del cap; actua amb relació a l'atles i l'axis (articulació atlantoaxial). Es troba per sota del múscul semiespinós del cap i el trapezi que està en el límit inferior del triangle suboccipital del coll.

## Imatges

Posició del múscul oblic inferior del cap (en vermell).
Es pot observar bé les insercions del múscul oblic inferior del cap.
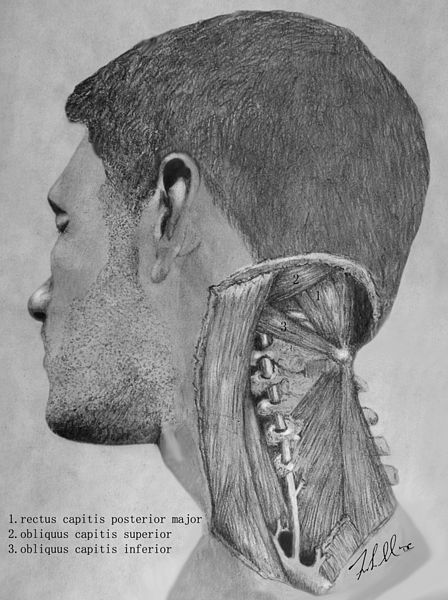
Relació del múscul oblic inferior del cap amb altres músculs.